# Harilla Papajorgji

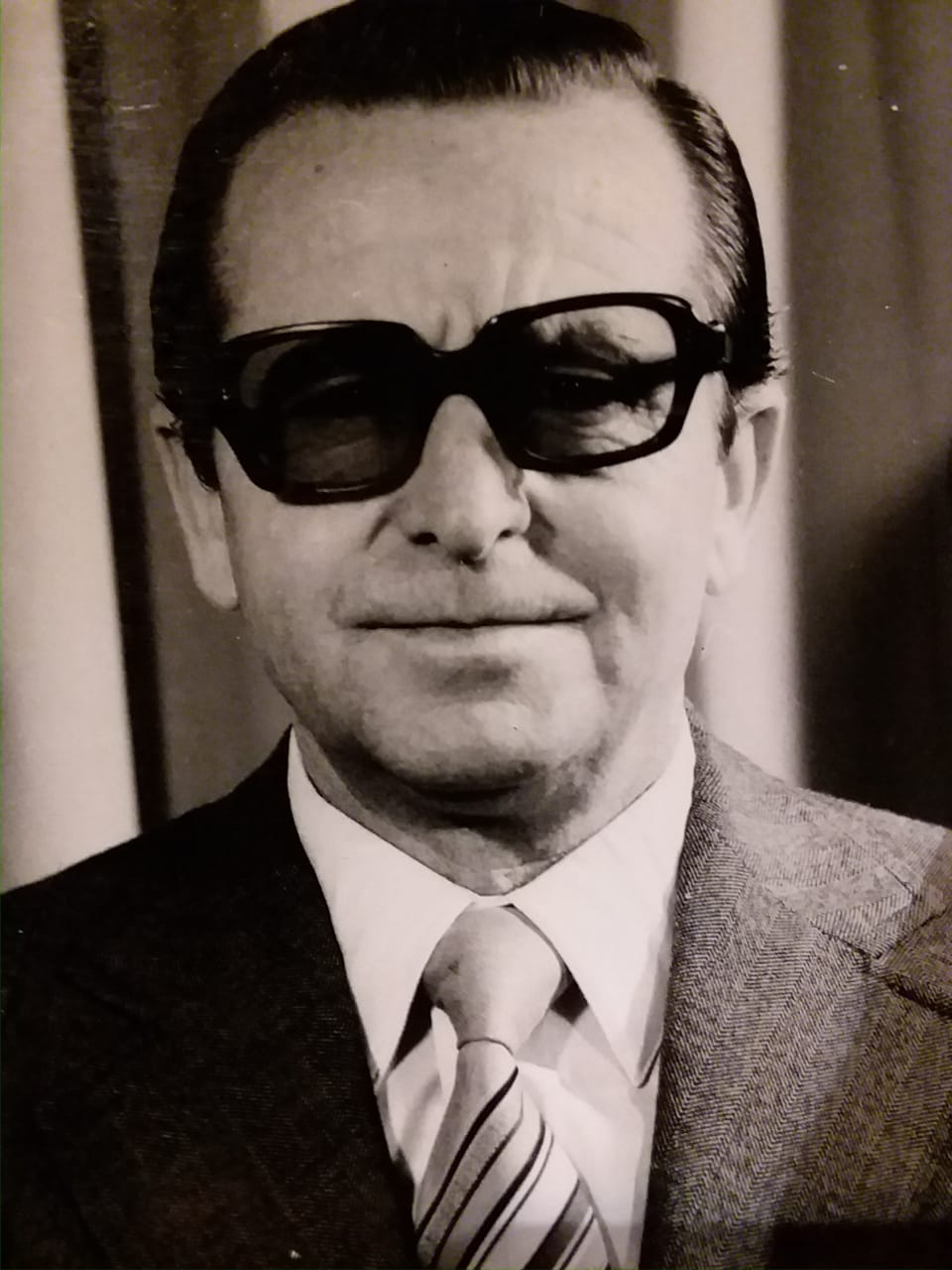
Harilla Papajorgji, 1985

Harilla Papajorgji (* 11. Oktober 1933 in Vlora; † 7. September 2019 in Tirana) war ein albanischer Politiker und Professor für Wirtschaftswissenschaften. Er war von 1982 bis 1985 Vorsitzender der staatlichen Planungskommission, von 1982 bis 1987 Mitglied der Volksversammlung und von 1985 bis 1991 Vizedirektor des Wissenschaftlichen Instituts des Zentralen Parteikomitees.

## Leben und Studium
Harilla Papajorgji wurde am 11. Oktober 1933 geboren. Er verbrachte seine Kindheit in Vlora. Nach dem Zweiten Weltkrieg studierte Papajorgji an der Handels- und Wirtschaftsschule in Vlora und beendete seine Ausbildung im Jahr 1956 am Institut für Wirtschaft in Tirana. Er gehörte zu den ersten Absolventen der Bildungseinrichtung, die im Jahr 1956 zu Dozenten an der neu gegründeten Fakultät für Wirtschaftswissenschaften der Universität Tirana ernannt wurden. Er erhielt im Jahr 1972 den Titel Wissenschaftlichen Mitarbeiter, im Jahr 1982 wurde er zum Doktor promoviert, und im Jahr 1986 erlangte er die Habilitation zum Professor.

## Politische Karriere
Nach Abschluss seines Studiums im Jahr 1956 arbeitete Papajorgji zum Vollzeitprofessor an der wirtschaftswissenschaftlichen Fakultät der Universität Tirana bis im Jahr 1964. Er war bis 1991 Mitglied des Wissenschaftlichen Rats der Fakultät. Im Jahr 1964 wurde er zum Ersten Jugendsekretär von Tirana der Partei der Arbeit ernannt und arbeitete von 1969 bis 1981 am Wissenschaftlichen Institut des Zentralen Parteikomitees. Er war von 1982 bis 1985 Vorsitzender der Staatlichen Planungskommission. 1982 wurde er zum Mitglied der Volksversammlung gewählt, der er bis 1987 angehörte. Aus gesundheitlichen Gründen trat er von der Position des Vorsitzenden zurück und wurde zum Vizedirektor des Wissenschaftlichen Instituts des Zentralen Parteikomitees ernannt.

## Veröffentlichungen (Auswahl)
Harilla Papajorgji hat zahlreiche Monographien und Universitätslehrbücher verfasst sowie als Co-Autor bei wissenschaftlichen Studien, Forschungsartikeln und Verfahrensbüchern mitgewirkt. Einige seiner Bücher sind ins Englische, Französische, Russische und Griechische übersetzt worden.
Liste ausgewählter Publikationen:
- mit Pleurat Xhuvani, Vladimir Misja, Aristotel Pano: Ekonomia e industrisë RPSh: tekst mësimor. Tirana 1963.
- The development of socialist industry and its prospects: in the People's Republic of Albania. Tirana 1964.
- mit Emin Sejko: Organizimi dhe planifikimi i ndërmarjeve industriale socialiste. Tirana 1966.
- Mbi disa probleme dhe aspekte të përqëndrimit, specializimit e kooperimit në industri. Tirana 1968.
- mit Edmond Luçi: Mbi disa probleme të përqëndrimit, specializimit e kooperimit në industri. Tirana 1968.
- mit Fejzo Bino: Mbi disa probleme të rikonstruksionit dhe modernizimit të industrisë në kuadrin e revolucionit tekniko-shkencor: konferenca kombëtare e studimeve shoqërore: kumtesë. Tirana 1969.
- Our friends ask. Tirana 1970.
- mit Hasan Banja, Jani Fullani: Probleme të organizimit e të drejtimit të ekonomisë popullore në RPSH. Tirana 1973.
- mit Emin Sejko, Jani Fullani: Bazat e organizimit socialist të punës dhe drejtimit. Tirana 1973.
- Struktura social-klasore e klasës punëtore. Tirana 1975
- mit Theodhori Bej, Priamo Bollano: Njohuri të ekonomisë politike: për shkollat e mesme. Tirana 1985 (Lehrbuch, auch auf Griechisch).

## Ehrungen, Auszeichnungen und Preise
Harilla Papajorgji erhielt 1989 den Ersten Preis der Republik Albanien für seine Studie über demografische und familiäre Entwicklungen, Verbesserungen der Wirtschaft zentraler Planung und soziale Probleme der Zeit.